# تقليد السمارتا

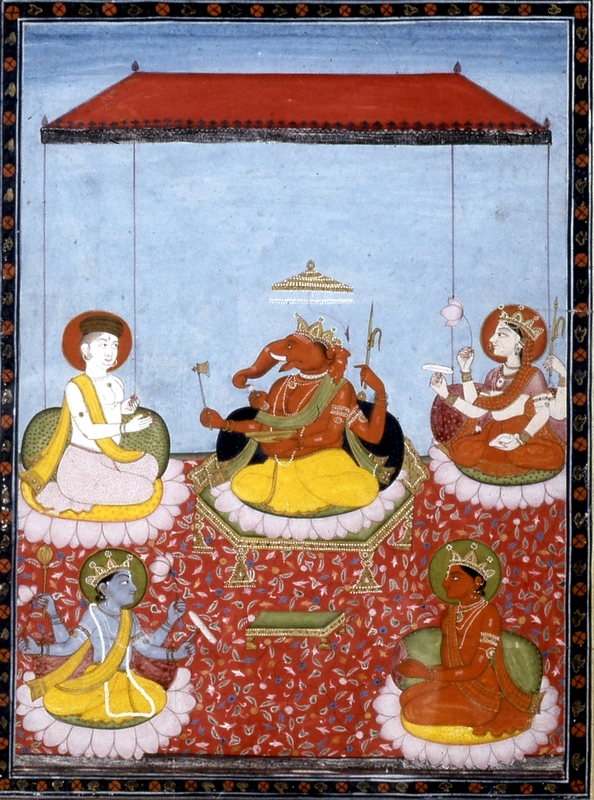

تقليد السمارتا (स्मार्त) هو حركةٌ في الهندوسية تطورت في الفترة الكلاسيكية في بداية الحقبة العامة تقريبًا. يمثل التقليد توليفة هندوسية بين أربعة مذاهب فلسفية: الميمامسا، والأدفايتا، واليوغا، والتأليه (الاعتقاد بالألوهية). يرفض التقليد السمارتي الطائفية الدينية، وتتميز بالعبادة المحلية لخمسة معابد وخمسة آلهة، كل هذه الآلهة سواء: شيفا، وفشنو، وغانيشا، وديفي (شكتي). يقابل تقليد السمارتا تقليدُ الشاراوتا الأقدم، وهو مبنيٌّ على شعائر وطقوس دقيقة. تتداخل أفكار التقليد السمارتي وشعائره تداخلًا واضحًا مع حركات أخرى في الهندوسية، منها الشيفية والبراهمانية والفيشنافية والشكتية.
يرى السمارتيون نفس رأي مدرسة الأدفايتا فيدانتا، ويعتبرون مؤسس دينهم -أو مجدده- آدي شانكارا. كان من رأي شانكارا أن الحقيقة المطلقة غير مشخصة ولا وصف لها (نيرغونا) وأن أي إله رمزي فإنما يشير إلى الحقيقة نفسها. لهذا، استوحى أتباع السمارتية من هذه الفكرة إلهًا سادسًا إلى جانب الآلهة الهندوسية الخمسة، وهو إله غير مشخص. وصف ويليم جاكسون السمارتية بأنها، «أدفايتية وتوحيدية في مظهرها».
تشير كلمة السمارتا أيضًا إلى البراهميين الذين يختصون بالنصوص السمريتية التي تسمى سوترات الغريهيا، مقابل سوترات الشاراوتا. يركز البراهميون السمارتيون على النصوص السمريتية، أما البراهميون السراوتيون فيركزون على النصوص السروتي، وهي شعائر واحتفالات على طريقة الفيدات.

## التأثيل
سمارتا स्मार्त  صفةٌ مشتقّة من كلمة سمريتي (بالسنسكريتية:  स्मृति، وحسب الألفبائية الصوتية الدولية:  [s̪mr̩.t̪i] ?). النصوص السمريتية هي مجموعة من النصوص الهندوسية التي تُنسب إلى مؤلف،  وهي مكتوبة قديمًا ولكنها تراجع باستمرار، وتقابل السروتي، وهو الأدب الفيدي، الذي لا مؤلف له، وقد انتقل عبر الأجيال شفهيًّا ولم يتغيّر.
تدلّ كلمة السمارتا على معاني عديدة:
- الاتصال بالذاكرة.
- المتعلق بالسمريتي.
- المبني على التراث أو المنصوص عليه في الشريعة التقليدية.
- البراهميون الأرثوذكس الذين تعلموا نصوص الشريعة لاتقليدية والعقيدة الفيدانتية.

في السياق السمارتي، تدل كلمة سمارتا على «متبع السمريتي». يقول مونيير ويليمز إن السمارتا مرتبطة ب،«فرقة أسسها شانكاراكاريا».

## الفلسفة والشعائر

### براهمان الموصوف (ساغونا) وغير الموصوف (نيرغونا)
حسب السمارتية، فإن براهمان، وهو الحقيقة المطلقة، مترفّع عن أي شكل من أشكال الألوهة المشخصة. يعتقد السمارتيون بفلسفة هندوسية أرثوذكسية، فهم يقبلون الفيدات والمفايم الأنطولوجية لأتمان وبراهمان فيها.
يقبل التراث السمارتي مفهومين لبراهمان، ساغوما براهمان، وهو براهمان الموصوف، ونيرغونا براهمان، وهو براهمان غير الموصوف. أما نيرغونا براهمان، فهو الحقيقة الثابتة، وليس ساغونا براهمان إلا أداةً لإدراك نيرغونا براهمان. يعتبر التراث السمارتي مفهوم براهمان الموصوف (ساغونا براهمان) رمزًا مفيدًا وأداةً لمن لم يزالوا على دربهم الروحاني، ولكن المستنيرين الكاملين يطرحون مفهوم الساغونا عندما يدركون هوية أرواحهم وتطابقها مع نيرغونا براهمان. يمكن للسمارتي أن يختار إلهًا ساغونيًّا (إستاديفاتا) مثل فشنو أو شيفا أو دورغا أو غانيشا أو أي إله آخر، ولا يكون هذا الاختيار إلا خطوة مؤقتة نحو إدراك نيرغونا براهمان المطابق لأتمان (حقيقة) الإنسان نفسه. 

### بانكاياتانا بوجا
طوّر السمارتيون نوعًا من العبادة يسمى باناكاياتانا بوجا. في هذه البوجا، يُقدّس المصلّي إلهًا أو أكثر من الآلهة الهندوسية الخمسة (سوريا أو شيفا أو فشنو أو غانيشا أو ديفي أو شكتي).  توضع تماثيل الآلهة الخمسة على طبق مستدير مفتوح يسمى بانكاياتانا، على أن يكون تمثال الإله المفضل في المركز. يظهر ترتيب مماثل لهذا في المعابد القروسطية، إذ يُحاط الضريح المركزي الذي يؤوي الإله الرئيس بأربعة أضرحة أصغر منه فيها تماثيل الآلهة البقية. يسمي بعض السمارتيين في جنوب الهند الإله السادس كارتيكيا. يقول باشام، «إن كثيرًا من الهندوس من الطبقة الغنية يفضلون طريقة السمارتيين في أشكال العبادة: السايفا والفايسنافا». 

### شانكارا وأدفايتا فيدانتا
حسب التراث نفسه، يُعتبر السري أدي شانكاراكاريا (ابن القرن الثامن) أكبر معلم ومجدد للتراث السمارتي. 

ويقول ألف هيلتيبيتل إن أدي شانكاراشاريا أسس التأويل غير الثنائي للأوباناشيدات وكان هذا حجر أساس لتجديد التراث السمارتي: 
عمليًّا، أجرى أدي شانكارا أكاريا مقاربة بين الأدفايتا والأرثوذكسية السمارتية، التي كانت في زمنه تدافع عن نظرية الفارناسرامادارما في تعريف سبيل الكارمان، وكانت أيضًا قد طورت ممارسة البانكاياتانا بوجا (عبادة الآلهة الخمسة) حلًّا لمعضلة تعارض أساليب العبادة وتنوعها. لذا كان لكل إنسان أن يعبد أي إله من الآلهة الخمسة (فشنو، أو سيقا أو دورغا أو سوريا أو غانيسا) على أن يكون إستاديفاته (أي إلهه المختار). 

## النصوص
يتبع السمارتيون النصوص الهندوسية. ومثل كل الحركات الهندوسية، يقبلون المسلمة المعرفية للسروتي (الأدب الفيدي) على أنها مصدر موثوق للمعرفة. تشمل السروتي الفيدات الأربهة بطبقاتهم الأربعة من النصوص - السامهيتيات والبراهميات والأرانياكات والأوباناشيدات القديمة. ومن هذه الطبقات، تكثر الإشارة إلى الأوباناشيدات.
أهم أفكار هذا المذهب: تطابق براهمان وأتمان، وطبيعتهما الحقيقية السرمدية غير المتغيرة. هنا تركز النصوص الفيدية على الجنانا كاندا (أي المعرفة والأفكار الفلسفية) في الأوباناشيدات، لا على الكارما كاندا (أي أساليب الشعائر). وإلى جانب الأوباناشيدات، تعد غيتا الباغافاد وسوترات براهما نصوصًا مركزية في تقليد الأدفايتا فيدانتا، وهي نصوص تقول الحفيفة عن تطابق براهمان وأتمان، وطبيعتهما غير المتغيرة، حسب التقليد نفسه. 
تعتبر سوترا القاعدة القانونية للاستدلال (نيايا براسثانا). أما غيتا الباغافاد فهي السمريتي براسثانا. يعتمد النص على سمريتيات أخرى مثل الفيداغات والإتيهازا والداراماساسترات والبورانات وغيرها. ضمّ بعض الأدب السمريتي عناصر شامانية وبوذية من الفترة بين عامي 200 قبل الميلاد و300 بعد الميلاد تقريبًا، ومن مذهب البكتي الناشئ في المجال البراهماني. 

## المؤسسات
للتقليد السمارتي معابد وأديرة. توجد معظم المعابد السمارتية في جنوب الهند وشرقها، لا في شمالها.

### الأديرة
كان أدي شانكارا واحدًا من العلماء البارزين في التراث السمارتي، وهو الذي أسس بعض أشهر الأديرة في الهندوسية. أقيم في هذه المعابد نظام الداشانامي سامبراديا في الماثات (المعاهد) الأربعة، ومقراتها في دواركا في الغرب، وجاغاناثا بوري في الشرق، وسرينغيري في الجنوب، وبادريناث في الشمال. كل ماث من هذه يرأسه أحد طلابه، ويسمى شاناكارا أكاريا، ويقوم كل واحد من هذه الماثات باستقلال على استمرار الأدفايتا فيدانتا سامبراديا، أي تقليد الأدفايتا فيدانتا. المناصب الشانكارية العشرة مقسمة حسب الآتي: باراتي وبوري وساراسواتي في سرينغيري، وأرانيا وفانا في بوري، وتيرثا وأشاراما في دواركا، وغيري وبارفاتا وساغارا في بادريناث.
لم تزل الماثات التي أقامها شانكارا قائمة حتى اليوم، ولم تزل تعاليمه تُدرَّس فيها.
ولكن الأدلة تدل على أن شانكارا قد بنى ماثات محلية أكثر لدراسة الفيدانتا ونشرها، ويقول هارتموت سكارف إن منها «الماثات الأربعة في تريكور وحدها، التي يرأستها تروتاكا وسوريشفارا وهاستامالاكا وبادمابادا».
أسس جاغاتغورو سري أدي شانكارا أكاريا في كارناتاكا دير سرينغيري شارادا، وهو مركز الفرقة السمارتية. 

## النفوذ
يقول فايثيسبارا إن ولاء البراهميين السمارتيين إنما هو «للتقليد البراهمي السنسكريتي الهندي الجامع»، ويقول عن أثرهم في الوطنية الهندية الجامعة: 
إن الحركة الوطنية الهندية الجامعة الناشئة، إنما تأسست على عدد من الحركات الحضارية التي أعادت النظر في النظر الآرية البراهمانية الجديدة للهند، التي وفّرت منطلقًا فكرية لمشروع الهيمنة. في إقليم التاميل، ترتبط هذه المنطلقات الفكرية بالبراهميين التاميليين، ولا سيما البراهميين السمارتيين الذين كانوا يعتبرون أقوى مناصري التقليد السنسكريتي البراهماني الهندي الجامع.